# Västra Husby
Västra Husby è un'area urbana della Svezia situata nel comune di Söderköping, contea di Östergötland.
La popolazione risultante dal censimento 2010 era di 486 abitanti .